# Aileen Riggin
Aileen Riggin (n. 2 mai 1906, Newport, Rhode Island, SUA – d. 19 octombrie 2002, Hawaii, SUA) a fost o înotătoare ce a reprezentat Statele Unite ale Americii, medaliată olimpică. A participat la 2 ediții ale Jocurilor Olimpice (1920, 1924) în care a câștigat două medalii de aur, două medalii de argint și o medalie de bronz.